# 1493 en musique classique
| \| • Retour à la chronologie générale de la musique classique • \| |
| Grèce • Rome • Haut Moyen Âge • VIIIe siècle • IXe siècle • Xe siècle • XIe siècle XIIe siècle • XIIIe siècle • XIVe siècle • XVe siècle • XVIe siècle • XVIIe siècle XVIIIe siècle • XIXe siècle • XXe siècle • XXIe siècle |
| • Retour à la chronologie générale de la musique classique • |

| Années en musique classique : 1490 - 1491 - 1492 - 1493 - 1494 - 1495 - 1496    |
| Décennies en musique classique : 1460 - 1470 - 1480 - 1490 - 1500 - 1510 - 1520 |

## Naissances
Vers 1493 ou 1494 : 
- Lupus Hellinck, compositeur franco-flamand († 14 janvier 1541).